# Трудове (Осакаровський район)
Трудове́ (каз. Трудовое) — село у складі Осакаровського району Карагандинської області Казахстану. Адміністративний центр Трудового сільського округу.
Населення — 614 осіб (2021; 761 у 2009, 1016 у 1999, 1179 у 1989).
Національний склад станом на 1989 рік:
- росіяни — 57 %.